# 나탈리에 베르티스
나탈리에 베르티스(Natalie Vértiz, 1991년 9월 19일 ~ )는 페루의 미인 대회 우승자이다. 2011년 미스 페루 우승자이며 미스 유니버스 2011에서 페루 대표로 참가했다.